# Anne Ottenbrite
Anne Ottenbrite (n. 12 mai 1966, Bowmanville⁠(d), Ontario, Canada) este o înotătoare ce a reprezentat Canada, medaliată olimpică. A participat la o ediție a Jocurilor Olimpice (1984) în care a câștigat două medalii de aur, o medalie de argint și o medalie de bronz.